# Völckerdorp
Völckerdorp (ook Achttienhuizen of de 18 huizen) is een buurtschap op Zuid-Beveland in de Nederlandse provincie Zeeland. Het wordt in de volksmond ook wel "Zeeuws Markiezaat" genaamd. Völckerdorp bestaat uit een zevental woningen, gelegen ten oosten van het Schelde-Rijnkanaal en ten zuiden van de autosnelweg A58, nabij de grens met westelijk Noord-Brabant en de snelweg A4 (A58 - Antwerpen). Völckerdorp valt onder de gemeente Reimerswaal en is het meest oostelijk gelegen buurtschap van Zeeland.

## Geschiedenis

### Völckerpolder
Tussen 1863 en 1873 wordt de spoorlijn tussen Roosendaal en Vlissingen doorgetrokken over de Kreekrakdam.
F
Bij het Koninklijk Besluit van 23 augustus 1902, no. 44 kreeg de eigenaar van de ten zuiden van de Kreekrakdam gelegen schorren en slikken, H.G.J. Völcker van Soelen en den Aldenhaag c.s., de concessie tot bedijking. De gronden waren nog niet rijp voor inpoldering, doch de dichtslibbing van de uitwateringsgeul van de Damespolder gaf de doorslag. Op 29 november 1901 sloten de bedijkers van de Völckerpolder met de besturen van de Brabantse polders en waterschappen en de Anna-Mariapolder, ook aangeduid als de gecombineerde uitwateringswerken van Woensdrecht een overeenkomst betreffende de situatie en de aanleg van een keiweg naar de haven. In 1903 werd met de bedijking begonnen en deze werd in 1905 voltooid.

### Völckerdorp
Na het droogvallen van de nieuwe polder werd in 1904 gestart met het oprichten van een landarbeidersdorp. Op 18 oktober 1904 stond in de Middelburgsche Courant een tijding dat men in de Völckerpolder een 18-tal arbeiderswoningen aan het bouwen was, in de vorm van een dorp, met in het midden een plein. Het gehucht zal de naam Völckerdorp gaan dragen.
Op 1 december 1935 werd de in 1907 opgerichte lagere school gesloten, wegens een te gering aantal leerlingen. De dichtstbijzijnde school bevond zich op een afstand van 5 km, die de kinderen te voet moesten afleggen. Door de gemeente Rilland werd getracht de school open te houden door deze te laten omzetten naar een openbare school, maar in februari 1936 stemde de minister niet in met deze oplossing. In zijn motivering liet hij weten dat het goedkoper was om een autobus te laten rijden dan de school open te houden.
In de jaren 1910 had het dorpje een eigen kerkje. Het kerkje was gebouwd na de afbraak van het noodkerkje van Rilland en was toegewijd aan de heilige Adrianus van Hilvarenbeek. In 1920 werd de Völckerpolder ingedeeld bij de parochie Woensdrecht. Dit leidde tot de sluiting en afbraak van het kerkje.

#### Tweede Wereldoorlog
De polder waarin het dorp gelegen was werd in 1939 opgenomen als inundatievlakte in de Bathstelling. Op 10 mei werd het bevel tot inundatie gegeven. Dit hield in dat de sluiswachter de sluizen van de Kreekrakpolder openzette om de Kreekrak- en Völckerpolder vol te laten lopen. Het water kwam tot 10 cm hoog bij de huizen, dat wil zeggen net tot de dorpel van de deur. De inundatie van het gebied mislukte als gevolg van de lage waterstanden en de oostenwind.
Op 24 mei 1940 rapporteerde de rentmeester aan de heer Völcker het volgende over het dorp:

heel veel granaten gevallen en een der huizen kreeg een voltreffer (10 of 12 cm scheepsgeschut), zodat daar niet veel van over is. School kreeg ook een treffer en daarom zijn alle ruiten gesprongen. Het stukgeschoten huis zou ik niet meer willen herstellen, de bewoners moeten dan maar een der leegstaande huizen nemen, dat ik dan wat zal laten opknappen.

Voor het herstel van de woningen werd ƒ 3.935,-- uitgekeerd, waardoor alle huizen het noodzakelijke onderhoud kregen.
In oktober 1944 voerde de compagnie-Waas uit België vooruitgeschoven verkenningswerk voor de Canadezen in de Völckerpolder. In de nacht van 9 oktober werd een militair in de schorren bij de Woensdrechtse kaai gedood. Bij een bevrijdingsactie de dag erna, 10 oktober, vielen nog twee militairen. Zij kwamen om bij een aanval op de dijk tussen de Volcker- en Kreekrakpolder toen zij twee van hun makkers wilden bevrijden uit een boerderijtje.
Drie dagen later, op de dertiende oktober, zwarte vrijdag, vielen er tientallen Candadezen (Black Watchers) op de spoor- en polderdijken rondom het dorp. De Canadezen waren een makkelijke prooi voor de Duitsers, die zich hadden verschanst achter en in de dijken van de polders. De gevechten gingen door tot 24 oktober. Aan beide zijden vielen honderden doden en gewonden. De bewoners van Völckerdorp waren vooraf al met boerenkarren en wagens met de terugtrekkende Duitsers naar Rilland-Bath getrokken. Toen de bewoners enkele weken later in het dorp terugkwamen troffen zij een geweldige puinhoop aan. Enkele huisjes, waaronder de schoolmeesterswoning, waren zo kapotgeschoten dat ze niet meer zijn opgeknapt.

#### Stormvloed van 1953
In de nacht van 1 februari 1953 heeft de stormvloed die Zeeland teisterde ook in Völckerdorp zijn sporen nagelaten. Ondanks de hoge zeedijk is de polder op de eerste februari 1953 onder water komen te staan. In de zuidelijke hoek sloeg de dijk over een lengte van ruim 90 meter weg. Ongeveer 600 meter ten noorden hiervan ontstond een bres van 125 meter. Na gealarmeerd te zijn door de havenmeester en de sluiswachter brachten de mannen van het dorp de biggen op de nabijgelegen dijk, waarna zij teruggingen voor vrouw en kinderen. Echter, door het snel rijzende water lukte het niet om terug te keren naar de dijk. Iedereen vluchtte dan ook naar zolder, sommige met medeneming van eten en anderen met de biggen. ’s Morgens zijn de militairen van vliegbasis Woensdrecht de mensen van de zolders en daken komen redden. Tussen 5 en 7 februari was men erin geslaagd twee gaten van 80 tot 100 meter te dichten in de Völckerpolder. De gaten waren met kleikaden op de schor voorlopig gedicht. Op 5 februari viel de polder door natuurlijke lozing alweer droog.

## Bebouwing
De woningen waren opgetrokken in een steensmetselwerkverband van rode stenen, formaat IJsselsteen, met gele accenten. Er zijn twee type woningen te onderscheiden, waarvan 16 zogenoemde arbeiderswoningen. Het grondplan van de arbeiderswoning bestond in grote lijnen uit een hoofdbouw met kap, ca. 4,8*5 m2, en een aanbouw met lessenaarsdak, ca. 3*5 m2. De aanbouwen waren ruggelings met elkaar verbonden. De arbeiderswoningen waren voorzien van een voorraadkelder, woonkamer, een bedstee, keuken met bakoven, en een slaapverdieping. Buiten de woningen waren een varkenskot, het toilet en de regenbak gelegen.